# Martin Dusinberre
Martin Dusinberre (* 1976) ist ein britischer Historiker und Professor für Global History an der Universität Zürich.

## Leben
Dusinberre studierte am Trinity College an der Oxford University Geschichte, schloss dort 1998 mit einem MA ab. 2002 erlangte er einen MA in Japanese Studies an der University of London. Er promovierte 2008 am St Antony’s College.
Von 2008 bis 2014 war er an der University of Newcastle Lecturer. Seit 2015 ist er Lehrstuhlinhaber an der Universität Zürich.
Dusinberre schreibt gelegentlich für The Guardian, die Plattform "Geschichte der Gegenwart", und Reuters. Außerdem war Dusinberre Mitherausgeber der Zeitschrift Historische Anthropologie.

## Werke (Auswahl)
- Unread relics of a transnational 'hometown' in rural western Japan. Japan Forum 2008, 20(3), 305–335.
- mit Daniel P. Aldrich: Hatoko Comes Home: Civil Society and Nuclear Power in Japan. The Journal of Asian Studies 2011, 70(3), 683–705.
- Hard Times in the Hometown: A History of Community Survival in Modern Japan (University of Hawaii Press, 2012).
- Writing the On-board: Meiji Japan in Transit and Transition. Journal of Global History 2016, 11(2).
- Mooring the global archive: a Japanese ship and its migrant histories. (Cambridge University Press, 2023).